# Декс Евај
Декс Евај (фр. Deux-Evailles) насеље је и општина у западној Француској у региону Лоара, у департману Мајен која припада префектури Лавал.
По подацима из 2011. године у општини је живело 213 становника, а густина насељености је износила 17,85 становника/km². Општина се простире на површини од 11,93 km². Налази се на средњој надморској висини од 112 метара (максималној 130 m, а минималној 92 m).

## Демографија
| 1962. | 1968. | 1975. | 1982. | 1990. | 1999. | 2011. |
| ----- | ----- | ----- | ----- | ----- | ----- | ----- |
| 207   | 246   | 239   | 217   | 179   | 152   | 213   |

График промене броја становника у току последњих година